# Capteur de déplacement capacitif

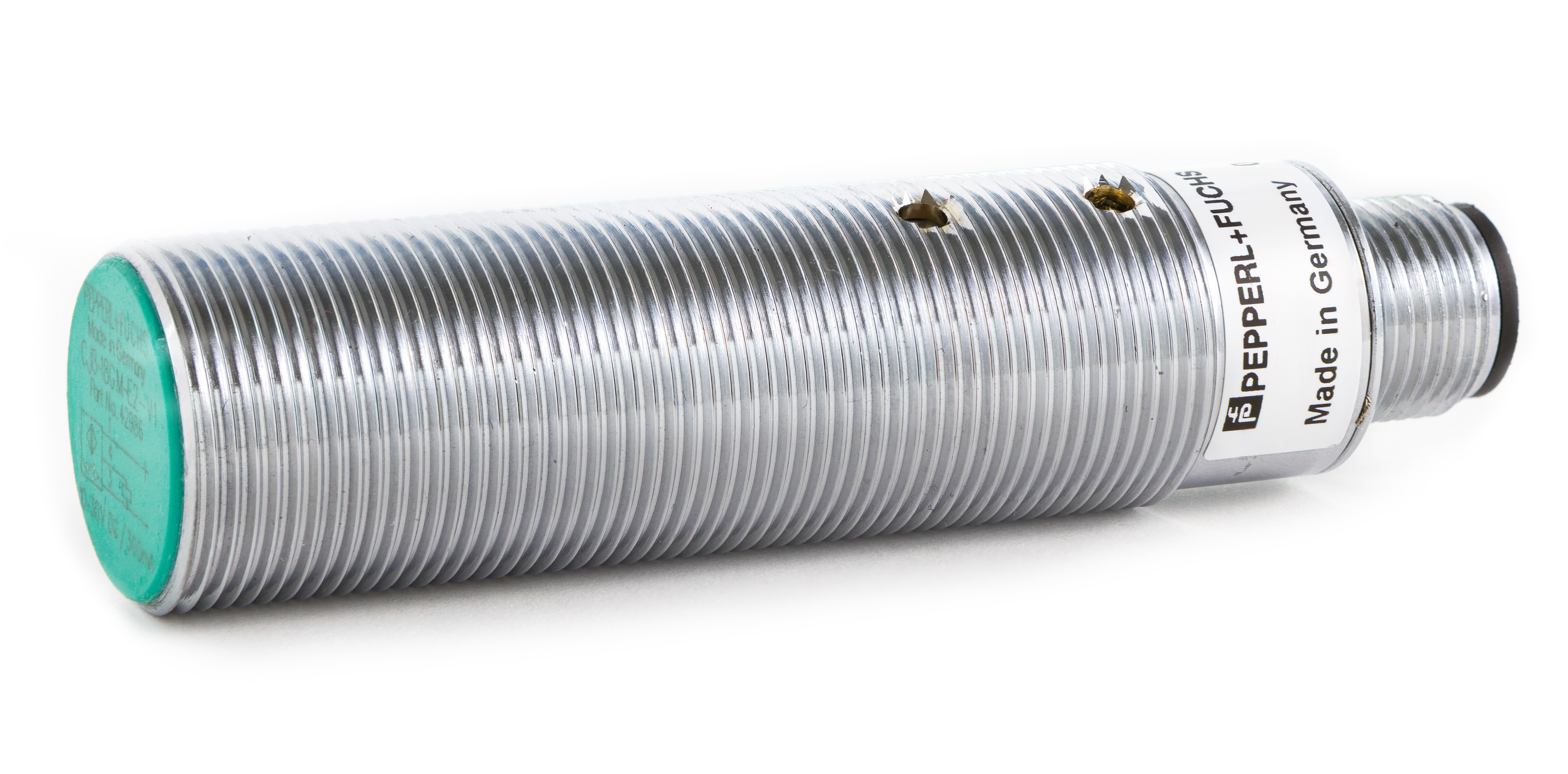
Capteur de déplacement capacitif fabriqué par Pepperl + Fuchs, 18mm de diamètre (M18), 75mm de longueur, 8mm de distance opérationnelle.

Un capteur de déplacement capacitif est une famille de capteurs utilisant l'effet capacitif pour détecter une variation de faibles distances. Il est très généralement réalisé avec une électrode, en forme de disque, plane entourée d'un anneau de garde isolé de l'électrode centrale. L'électrode forme avec la pièce à mesurer conductrice un condensateur plan. On le trouve également sous la forme de deux peignes imbriqués, ce qui augmente la surface capacitive lorsqu'un capteur peu épais est nécessaire.

## Théorie
La détermination de la distance d est réalisée en mesurant la capacité C du condensateur, ils sont liés par l'équation :
{\displaystyle C={\frac {\epsilon S}{d}}}
Avec
ε est la permittivité du diélectrique existant entre le capteur et la pièce à mesurer
S est la surface de l'électrode du capteur
d est la distance à mesurer
La mesure de la capacité du condensateur peut être réalisée en lui injectant un courant alternatif et en mesurant la tension qui apparaît à ses bornes. Ils sont liés par la relation :
{\displaystyle V={\frac {I}{i\omega C}}={\frac {I.d}{i.\omega .\epsilon .S}}}
Cette tension est proportionnelle à la distance d, ω = 2πf est la pulsation du courant d'alimentation.
L'électrode de garde qui est placée autour de celle de mesure a son potentiel qui est porté à la même valeur afin d'améliorer la linéarité en rendant les lignes de champ normales à l'électrode centrale, elle élimine les effets de bord.

## Applications
Le capteur capacitif est très utilisé pour les faibles déplacements, ainsi que pour les capteurs miniaturisés (MEMS), tels que les accéléromètres.
Grâce à sa simplicité de fabrication il peut être utilisé à très haute température, des capteurs ont été construits pour fonctionner à plus de 1000 °C, en utilisant des isolants céramiques.